# 万代南梦宫娱乐
万代南梦宫娱乐（Bandai Namco Entertainment Inc.）是日本的街机、手机与家用电子游戏发行商，由万代和南梦宫的电子游戏开发部门合并而成，还发行与其电子游戏知识产权有关的视频、音乐等娱乐产品；在过去较长的一段时间内公司名称是万代南梦宫游戏（Bandai Namco Games Inc.（BNGI））。在西方國家最初称为南梦宫万代游戏（Namco Bandai Games Inc.（NBGI）），2014年国际统一命名万代南梦宫游戏。2014年12月17日，宣布于2015年4月1日更名万代南梦宫娱乐（BNEI），给出的理由是目前业务已经不限于游戏而扩展到數位多媒体服务等领域。
万代南梦宫娱乐是万代南梦宫控股的全资子公司，专门管理电子游戏的经营与销售，其子公司萬代南夢宮工作室专门负责产品开发。万代南梦宫游戏是万代南梦宫集团内容战略业务单位的核心公司。
除了核心的日本发行业务，万代南梦宫游戏还通过不同实体在全球发行内容。包括负责北美、欧洲、亚洲（日本除外）和大洋洲的发行公司，这些公司在东京都品川区各有其总部。

## 簡歷

萬代南夢宮遊戲時期的標誌，使用於2006年至2015年。

萬代南夢宮娛樂的舊標誌，使用於2015年至2022年。

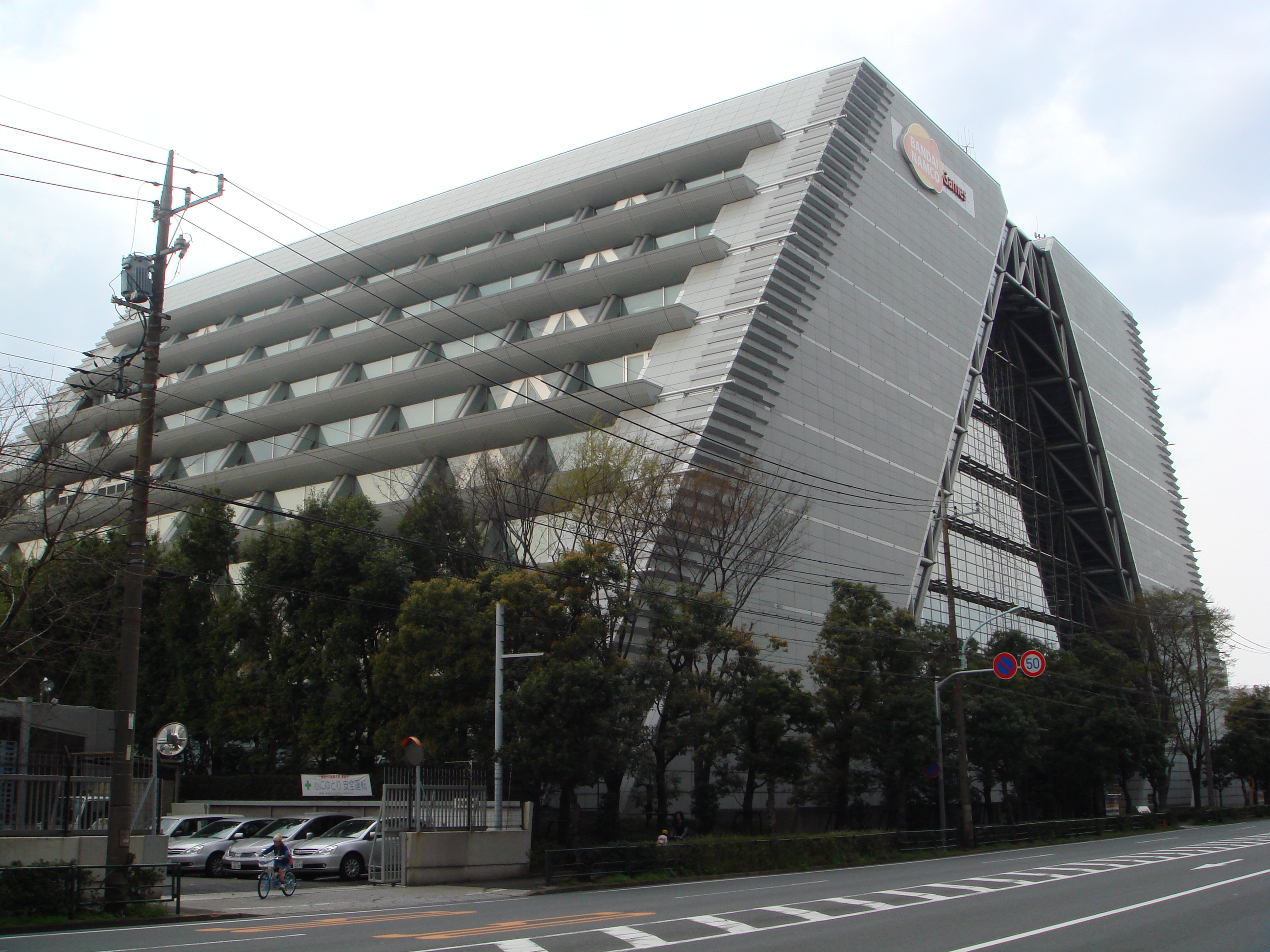
已拆除的东京都品川区万代南梦宫未來研究所舊址

- 1955年6月1日，中村雅哉成立“中村製作所有限公司”（有限会社中村製作所）。
- 1971年時「Nakamura Amusement Machine Manufacturing Company」的簡稱namco品牌名稱開始使用
- 1977年之後公司名稱〖ナムコ〗更改為（當時的英語名稱「NAMCO LIMITED」）。
- 2005年5月2日，萬代與南夢宮簽訂合併成立共同持股公司萬代南夢宮控股[6]。
- 2006年3月31日，萬代與南夢宮的遊戲部門整合、公司名稱更改為萬代南夢宮遊戲（BANDAI NAMCO Games）。
- 2008年4月1日，BANPRESTO CO.,LTD（萬普）的遊戲事業轉讓 BANPRESTO標籤新創立。
- 2009年4月1日，BANDAI NETWORKS事業吸收合併。同一天 南夢宮・萬代・萬普與其他全部網站代表標籤在BANDAI NAMCO Games網站整合統一規格。
- 2009年10月1日，成立子公司萬代南夢宮線上（株式会社バンダイナムコオンライン，BANDAI NAMCO Online Inc.）
- 2012年4月2日，成立子公司萬代南夢宮工作室（株式会社バンダイナムコスタジオ，BANDAI NAMCO Studios Inc.）
- 2015年4月1日，萬代南夢宮遊戲更名為萬代南夢宮娛樂（BANDAI NAMCO Entertainment Inc.)(簡稱 BNEI) 。
- 2018年4月1日，將旗下街機業務移交給“南夢宮”，並改名為“萬代南夢宮遊樂”（株式会社バンダイナムコアミューズメント，BANDAI NAMCO Amusement Inc.）。
- 2022年7月1日，與日本遊戲影像製作公司ILCA合作成立家用主機遊戲、網路內容、PC內容等企劃、開發與營運的新公司“萬代南夢宮Aces”（株式会社バンダイナムコエイセス，BANDAI NAMCO Aces Inc.）[7]。新公司由萬代南夢宮娛樂出資51%及ILCA出資49%，社長由ILCA代表董事岩崎拓矢擔任。
- 2025年4月1日，將子公司“萬代南夢宮線上”解散，旗下業務併回母公司。